# Estación Mexicaltzingo (Guadalajara)
Mexicaltzingo es la décima estación de la Línea 1 del Tren Ligero de Guadalajara en sentido norte a sur, y la undécima en sentido opuesto; es además una de las que integran el tramo subterráneo de esta línea que corre bajo la Calzada del Federalismo.
Esta estación se encuentra en una zona céntrica de Guadalajara por estar ubicada en el Barrio de Mexicaltzingo, que es uno de los más populares de la ciudad y por el cual toma su nombre.
Su logo representa la cabeza de un indígena de perfil. La estación presta servicio a las colonias Mexicaltzingo, San Antonio y Moderna.

## Puntos de interés
- Templo de San Juan Bautista.
- Mercado de Mexicaltzingo.
- Teatro Diana.
- Antigua Central Camionera de Guadalajara.

- Datos: Q9032125
- Multimedia: Mexicaltzingo light rail station / Q9032125